# 456677 Yepeijian
456677 Yepeijian este o planetă minoră (asteroid) din centura de asteroizi. A fost descoperită pe 11 septembrie 2007 la Xuyi County⁠(d) de Observatorul de pe Muntele Purpuriu⁠(d). 
Obiectul prezintă o orbită caracterizată de o semiaxă mare de 2,4297598273614 UAi, o excentricitate de 0,2, o înclinație de 4,19 ° în raport cu ecliptica.